# Gconf-editor
GConf-Editor — приложение для рабочего стола компьютера, с окружением GNOME. Используется для редактирования и настройки реестра. GConf-Editor является графическим аналогом утилиты gconftool.
GConf-Editor даёт доступ к настройкам, хранящимся в XML файлах. В основном исплользуется разработчиками для отладки программного обеспечения, или продвинутыми пользователями для более тонкой настройки системы.